# Syndrome des plaquettes grises
 Mise en garde médicale
Le syndrome des plaquettes grises est une maladie héréditaire secondaire à un déficit de production de granules alpha par la plaquette sanguine. Il se caractérise par une baisse du nombre de plaquettes (thrombopénie) qui sont un peu plus grandes, avec un aspect grisâtre en microscopie, secondaire à l'absence de granule alpha.

## Génétique
La maladie est le plus fréquemment transmise sur un mode autosomique récessive. Un des gènes incriminés est le NBEAL2, responsable de la synthèse d'une protéine jouant dans la formation des granules alpha.
Il existe une forme plus rare, à transmission autosomique dominante, par mutation du gène GFI1B (growth factor independent 1B).

## Physiopathologie
Les granules alpha contiennent diverses protéines de croissance. Lors du syndrome des plaquettes grises, ces dernières ne peuvent être stockées lors de la maturation des mégacaryocyte et sont déversées dans la moelle osseuse causant une myélofibrose.

## Clinique
Comme toute thrombopénie, il existe un risque augmenté d'hémorragie. Ce risque est cependant variable, la fonction plaquettaire pouvant être conservée dans certains.
Il peut exister une grosse rate (splénomégalie).

## Biologie
Outre les anomalies plaquettaires, il existe une augmentation du taux sanguin de vitamine B12.

## Évolution
Elle peut se faire vers la myélofibrose.